# Композитное видео
Компози́тное ви́део — полный цветной аналоговый видеосигнал в исходной полосе видеочастот, передаваемый без звукового сопровождения по одному каналу (кабелю). По ГОСТ 21879—88 понятию англ. Composite Video Signal соответствует полный видеосигнал, содержащий сигнал синхронизации. В аналоговом цветном телевидении стандартной чёткости композитным видеосигналом называют полный цветной телевизионный сигнал (ПЦТС) стандартов PAL, SECAM или NTSC.

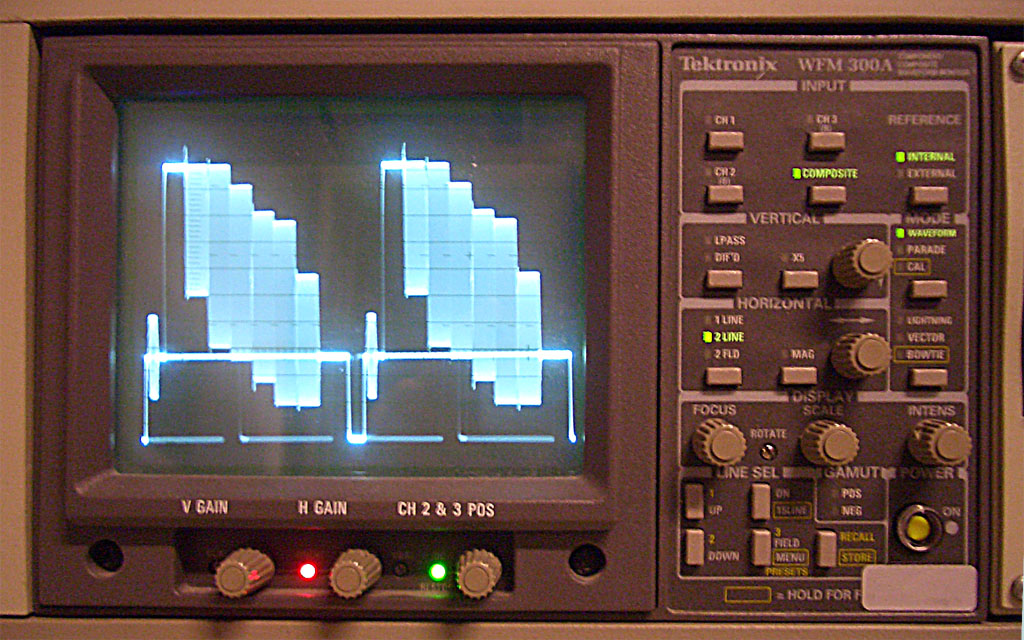
Композитный видеосигнал двух соседних строк изображения «цветных полос» на экране осциллографа. Видны сигнал яркости, поднесущая и синхросигнал со строчными гасящими импульсами, а также сигнал цветовой синхронизации

В состав такого видеосигнала входят сигналы яркости, цветовой поднесущей, гашения и синхронизации (строчной, кадровой и цветовой), поэтому в иностранных источниках он иногда обозначается аббревиатурой CVBS (англ. Color, Video, Blanking and Sync).
Понятие также используется применительно к видеоинтерфейсам, предназначенным для передачи такого сигнала, и форматам видеозаписи, в которых сигналы яркости и цветности записываются одной группой видеоголовок на общие дорожки.

## Типы соединений

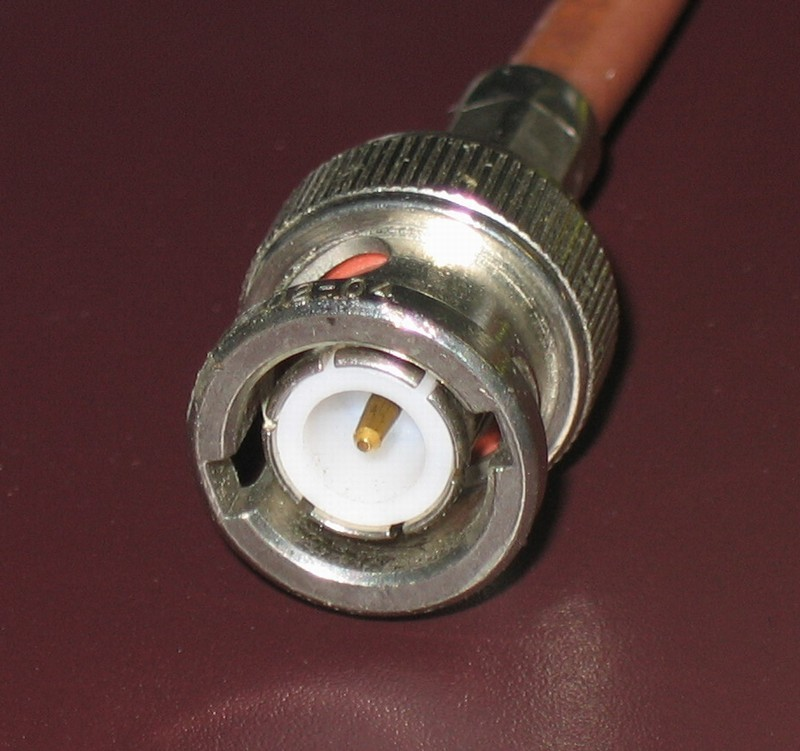
Композитный разъём BNC

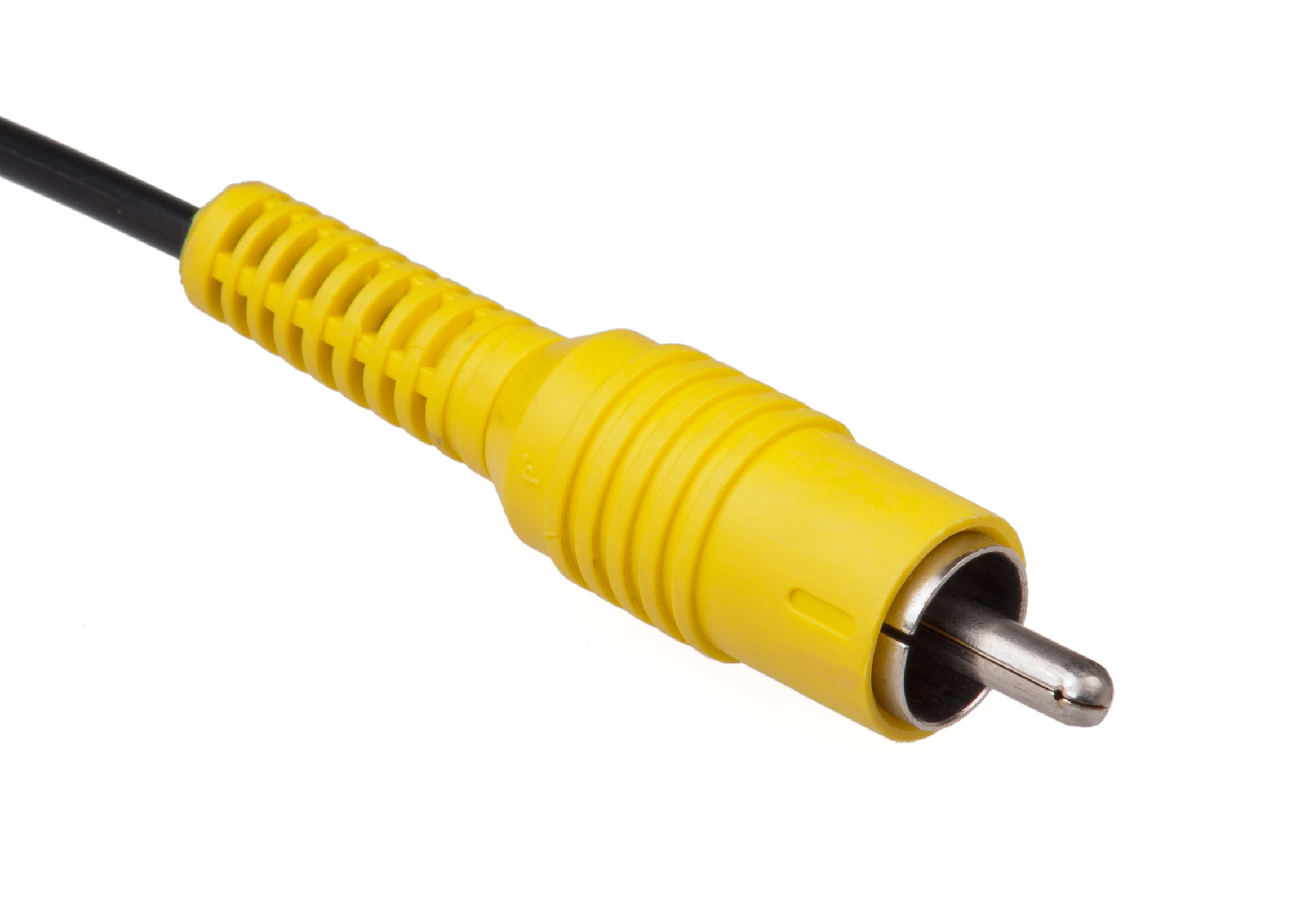
Разъём RCA для композитного видео

Основным типом соединения для передачи композитного видеосигнала CVBS между профессиональными устройствами обработки и записи изображения, является коаксиальный кабель с разъёмами типа BNC.
В бытовых устройствах для передачи такого же сигнала служит кабель с более дешёвыми и удобными в обращении разъёмами типа RCA, получившими в обиходе название «тюльпан» («колокольчики»). Бытовые шнуры для композитного видеосигнала редко имеют коаксиальную конструкцию, а цвет соответствующего разъёма в большинстве случаев жёлтый.
Звук в вещательном видеопроизводстве передаётся отдельными проводами стандартов, соответствующих профессиональной звукозаписи. В бытовых устройствах звук также передаётся отдельным кабелем с разъёмами RCA белого (для монофонической фонограммы) или красного и белого цветов. Часто для передачи композитного видео и звука в бытовой технике используется комбинированный многожильный кабель с отдельными звуковыми и видеоразъёмами.

## Композитная видеозапись
Первые цветные видеомагнитофоны формата Q и более поздние записывали на магнитную ленту композитный видеосигнал без изменений. На лазердиск также записывается непосредственно композитный видеосигнал. С появлением форматов записи, основанных на видеокассетах, для записи начал использоваться изменённый композитный сигнал, в котором спектр поднесущей перенесён в более низкочастотную область. Это связано с невозможностью непосредственной записи высокочастотной поднесущей в форматах с низкой относительной скоростью головка/лента. Для переноса спектра поднесущей на входе видеомагнитофона происходит её выделение из композитного видеосигнала с последующим обратным смешиванием и совместной записью одной группой видеоголовок. При воспроизведении сигнал с магнитной ленты снова разделяется для обратного переноса спектра, а затем сигналы яркости и цветности вновь объединяются для получения стандартного композитного сигнала. Несмотря на эти различия, все форматы видеозаписи, в которых композитный видеосигнал записывается одной группой головок, называются композитными. Это относится и к аналоговой и к цифровой видеозаписи. В вещательных цифровых форматах D-2 и D-3 на ленту записывается общий поток видеоданных, в который кодируется композитный видеосигнал.
Разделение и последующее смешивание сигналов яркости и цветности при каждой записи и воспроизведении приводят к нарастанию так называемых перекрёстных искажений из-за несовершенства разделяющих фильтров. Поэтому дальнейшее совершенствование видеозаписи привело к появлению компонентных форматов с раздельной записью сигналов яркости и цветоразностных разными группами магнитных головок на отдельные дорожки. Одним из первых компонентных форматов стал профессиональный формат Betacam. Первый в мире формат цифровой видеозаписи D-1, как и Digital Betacam, также был компонентным, с раздельной записью яркостного и цветоразностных сигналов по стандарту МККР 4:2:2. Вместе с компонентными форматами появились и компонентные видеоинтерфейсы, передающие сигнал по раздельным каналам, например, S-Video.
В настоящее время, когда магнитная видеозапись устарела, понятие «композитное видео» обозначает только разновидность видеоинтерфейса. Многие видеоустройства, в том числе видеокарты компьютеров оснащаются одновременно как композитным, так и различными компонентными видеовыходами и входами. Несмотря на недостатки, композитная передача видео стандартной чёткости остаётся самой распространённой технологией, и композитными входами и выходами в обязательном порядке оснащается большинство устройств.

## Недостатки
Использование композитного видеосигнала в процессе видеопроизводства позволяет обойтись единственным каналом связи и упростить соединения между устройствами. Однако, совместная передача сигналов яркости и цветности требует их разделения в каждом устройстве, при котором неизбежно появление взаимных помех, снижающих качество изображения. Поэтому, в современном профессиональном студийном оборудовании используется раздельная передача яркости и цветности при помощи компонентных интерфейсов. Развитие бытовой видеотехники и повышение требований к качеству видео привело к распространению компонентных линий передачи в бытовых устройствах. Европейский интерфейс SCART позволяет передавать не только композитный, но и компонентный видеосигнал, также как и S-Video, получивший распространение в бытовой видеотехнике и компьютерах. Раздельная передача аналогового видео происходит при помощи интерфейса VGA, также являющегося компонентным. В отличие от компонентного, композитное видео пригодно только для передачи сигнала телевидения стандартной чёткости.

## Модуляция
Композитный видеосигнал пригоден для непосредственной выдачи в телевизионный эфир после модуляции несущей частоты, соответствующей определённому вещательному каналу. Это использовалось не только на телевидении, но и в бытовых видеоустройствах, таких как видеомагнитофоны, старые игровые приставки и домашние компьютеры. Такой модулятор, переводящий композитный сигнал в один из вещательных каналов (обычно 3-й или 4-й в Северной Америке и 36-й в Европе), встраивался непосредственно в устройство, но мог быть выполнен и как отдельный блок. Полученный сигнал эфирной частоты кроме изображения содержит звуковое сопровождение, промодулированное отдельной несущей звука в соответствии с конкретным вещательным стандартом. Модуляция позволяет соединять одним кабелем видеоустройство с бытовыми телевизорами, не оснащёнными композитным видеовходом, и просматривать видео со звуком с помощью тюнера через антенный вход. В отечественном обиходе такой тип соединения получил название «высокочастотного», в противовес немодулированному композитному, носящему название «низкочастотного». В результате модуляции и последующей демодуляции сигнала тюнером накапливаются искажения, поэтому «высокочастотное» соединение с распространением телевизоров, оснащённых отдельными видеовходами, постепенно вышло из употребления.